# Saison 2018 de l'équipe cycliste Aqua Blue Sport
La saison 2018 de l'équipe cycliste Aqua Blue Sport est la deuxième de cette équipe.

## Préparation de la saison 2018

### Sponsors et financement de l'équipe
L'équipe est créée et financée par Rick Delaney, homme d'affaires irlandais installé à Monaco. Celui-ci annonce apporter les fonds nécessaires pour quatre ans au moins, et espérer qu'au-delà ce délai les activités de commerce en ligne du site internet de l'équipe permettront de la financer. Aqua Blue Sport n'est donc pas le nom d'un sponsor, mais celui de l'équipe.
3T Cycling (en) est le fournisseur de cycles de l'équipe cette saison. Les coureurs utilisent le nouveau modèle Strada, conçu par Gerard Vroomen (en), et qui a la particularité de n'être équipé que d'un plateau. 3T fournit également roues, tiges de selle et guidons. Les autres fournisseurs de l'équipe sont SRAM (groupe), Pirelli (pneus), Selle San Marco (de) (selle),.
Le maillot de l'équipe est produit par Vermarc Sport. Il est bleu marine, et orné d'un chevron or à l'avant et à l'arrière. Celui-ci rappelle, selon l'équipe, son nom, son ambition, et les sommets gravis. Un trèfle, également de couleur or, symbolise l'origine irlandaise de l'équipe. D'autres trèfles forment un motif sur les manches et les épaules. Les logos de plusieurs sponsors apparaissent sur le maillot et le cuissard : 3T, Vermarc, Selle San Marco, ainsi que la marque de bière Oranjeboom.

### Arrivées et départs
Deux coureurs quittent Aqua Blue Sport : Lars Petter Nordhaug met fin à sa carrière et Leigh Howard entend se consacrer à la piste en vue des Jeux olympiques de 2020. Martyn Irvine arrête sa carrière de coureur et reste au sein de l'équipe en devenant directeur sportif. Trois recrutements compensent ces départs :  Shane Archbold, sprinteur en provenance de l'équipe World Tour Bora-Hansgrohe, Eddie Dunbar, jeune coureur irlandais issu de l'équipe formatrice Axeon-Hagens Berman, et le Danois Casper Pedersen, champion d'Europe espoirs.
| Arrivées        | Équipe 2017         |
| --------------- | ------------------- |
| Shane Archbold  | Bora-Hansgrohe      |
| Eddie Dunbar    | Axeon-Hagens Berman |
| Casper Pedersen | Giant-Castelli      |

| Départs              | Équipe 2017                  |
| -------------------- | ---------------------------- |
| Leigh Howard         |                              |
| Martyn Irvine        | retraite - directeur sportif |
| Lars Petter Nordhaug | retraite                     |

## Coureurs et encadrement technique

### Effectif

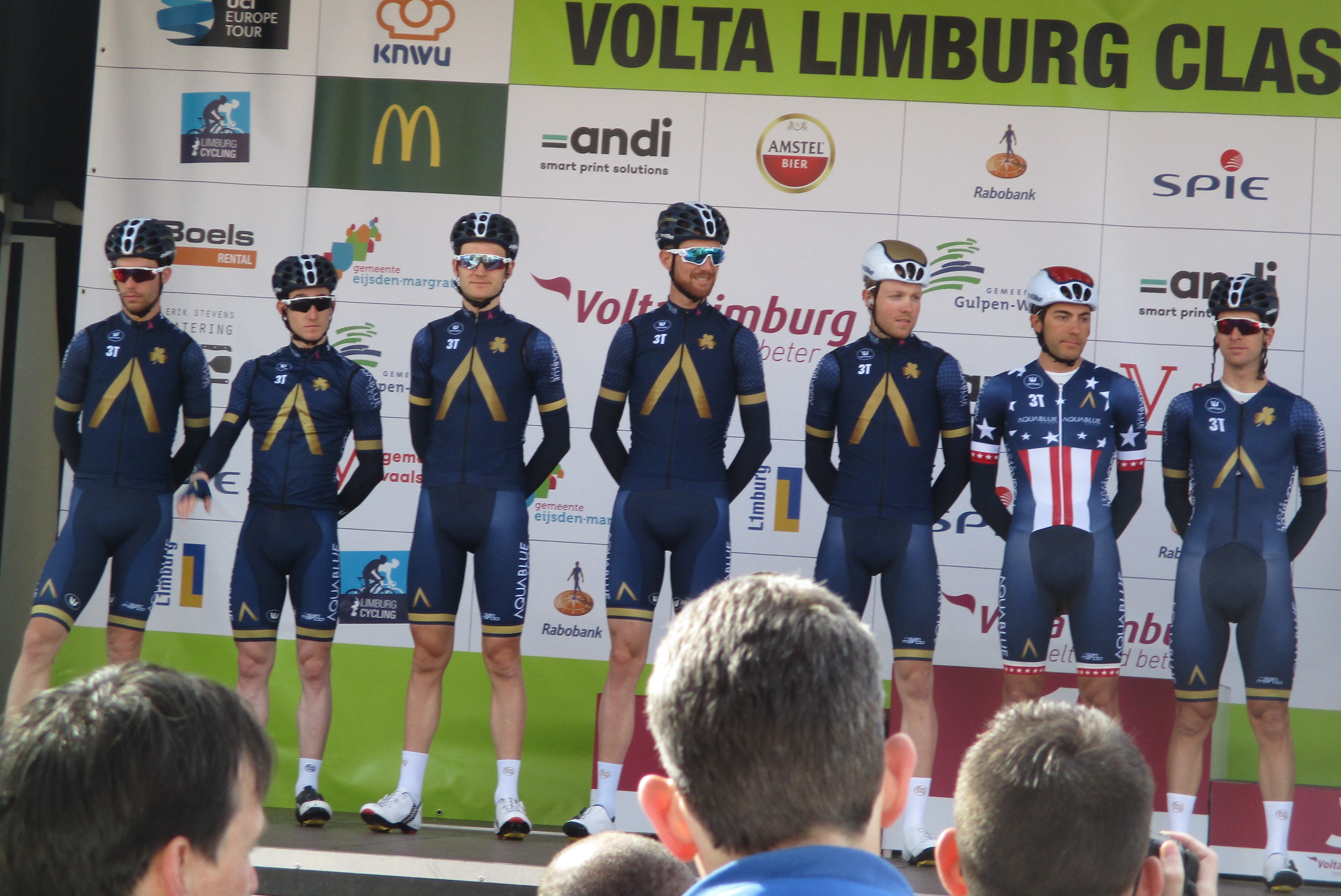
Coureurs de l'équipe lors de la Volta Limburg Classic.

| Effectif 2018                              | Effectif 2018     | Effectif 2018    | Effectif 2018                      |
| Cycliste                                   | Date de naissance | Pays             | Équipe précédente                  |
| ------------------------------------------ | ----------------- | ---------------- | ---------------------------------- |
| Shane Archbold                             | 2 février 1989    | Nouvelle-Zélande | Bora-Hansgrohe (2017)              |
| Adam Blythe                                | 1 octobre 1989    | Royaume-Uni      | Tinkoff (2016)                     |
| Matthew Brammeier (1 janv.–26 juin)        | 7 juin 1985       | Irlande          | Dimension Data (2016)              |
| Mark Christian                             | 20 novembre 1990  | Royaume-Uni      | Team Wiggins (2016)                |
| Stefan Denifl                              | 22 septembre 1987 | Autriche         | IAM Cycling (2016)                 |
| Eddie Dunbar (1 janv.–12 sept., note)      | 1 septembre 1996  | Irlande          | Axeon-Hagens Berman (2017)         |
| Conor Dunne                                | 22 janvier 1992   | Irlande          | JLT Condor (2016)                  |
| Andrew Fenn                                | 1 juillet 1990    | Royaume-Uni      | Team Sky (2016)                    |
| Aaron Gate                                 | 26 novembre 1990  | Nouvelle-Zélande | An Post-ChainReaction (2016)       |
| Lasse Norman Leth                          | 11 février 1992   | Danemark         | Stölting Service Group (2016)      |
| Peter Koning                               | 3 décembre 1990   | Pays-Bas         | Drapac Professional Cycling (2016) |
| Michel Kreder                              | 15 août 1987      | Pays-Bas         | Roompot-Oranje Peloton (2016)      |
| Daniel Pearson                             | 26 février 1994   | Royaume-Uni      | Team Wiggins (2016)                |
| Casper Pedersen                            | 15 mars 1996      | Danemark         | Giant-Castelli (2017)              |
| Lawrence Warbasse                          | 28 juin 1990      | États-Unis       | IAM Cycling (2016)                 |
| Calvin Watson                              | 6 janvier 1993    | Australie        | An Post-ChainReaction (2016)       |
|                                            |                   |                  |                                    |
| Sources : ProCyclingStats Cycling Quotient |                   |                  |                                    |

note: Eddie Dunbar, changement d'équipe

## Bilan de la saison

### Victoires
| Date      | Course                        | Pays      | Classe | Vainqueur           |
| --------- | ----------------------------- | --------- | ------ | ------------------- |
| 1 fév.    | 1re étape du Herald Sun Tour  | Australie | 2.1    | Lasse Norman Hansen |
| 17 juin   | Tour des onze villes          | Belgique  | 1.1    | Adam Blythe         |
| 1er juil. | Champion d'Irlande sur route  | Irlande   | NC     | Connor Dunne        |
| 1er août  | 1re étape du Tour du Danemark | Danemark  | 2.HC   | Lasse Norman Hansen |

### Résultats sur les courses majeures
Les tableaux suivants représentent les résultats de l'équipe dans les principales courses du calendrier international dans lesquelles l'équipe bénéficie d'une invitation (les cinq classiques majeures et les trois grands tours). Pour chaque épreuve est indiqué le meilleur coureur de l'équipe, son classement ainsi que les accessits glanés par Aqua Blue Sport sur les courses de trois semaines.

#### Classiques
| Classique            | Milan-San Remo | Tour des Flandres | Paris-Roubaix | Liège-Bastogne-Liège | Tour de Lombardie |
| -------------------- | -------------- | ----------------- | ------------- | -------------------- | ----------------- |
| Coureur (classement) |                |                   |               |                      |                   |

#### Grands tours
| Grand tour           | Tour d'Italie | Tour de France | Tour d'Espagne |
| -------------------- | ------------- | -------------- | -------------- |
| Coureur (classement) |               |                |                |
| Accessits            | -             | -              | -              |